# Barreira New Jersey

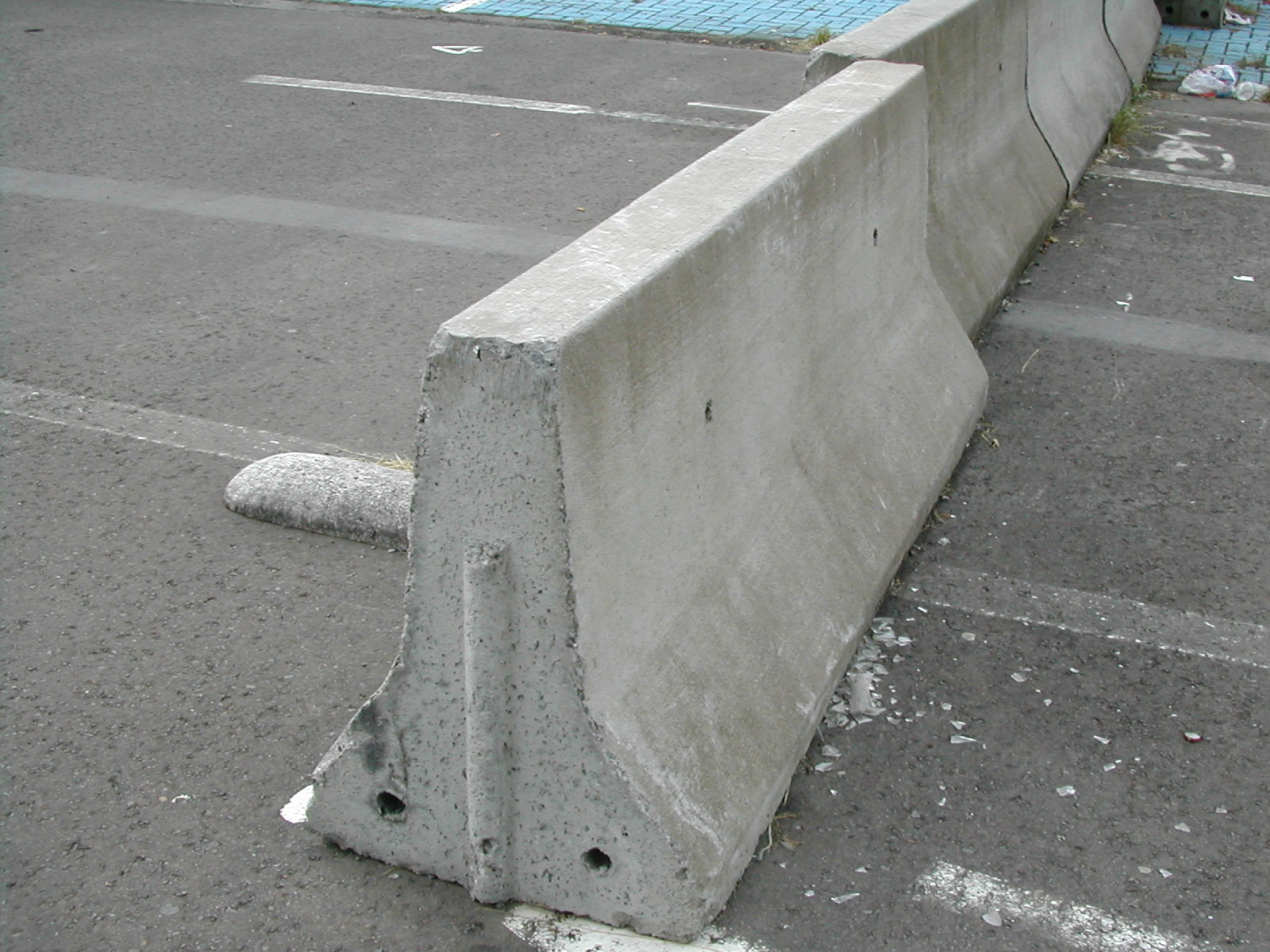
Barreira New Jersey utilizada para cortar provisoriamente uma estrada

Uma barreira New Jersey  é uma barreira de segurança, geralmente em concreto, utilizada como separador de fluxos de tráfego, como guarda em obras de arte ou para delimitar provisoriamente zonas em obras. Tem como principais vantagens uma elevada resistência ao choque e a ocupação de um espaço diminuto.
Existem igualmente barreiras New Jersey móveis em material plástico, de cor branca ou vermelha, cheias com água ou areia.
Estas barreiras foram inicialmente desenvolvidas na região de Nova Jersey nos Estados Unidos de onde vem o seu nome.
A forma atual foi usada pela primeira vez em 1959.

## Galeria

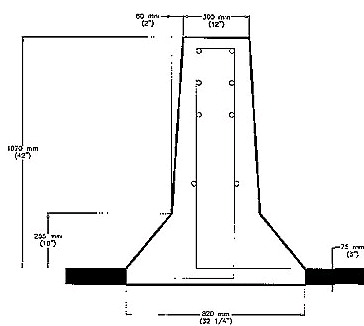
Secção de uma barreira New Jersey integrada num separador